# Международный военный трибунал
Междунаро́дный вое́нный трибуна́л (сокр. МВТ, англ. International Military Tribunal, сокр. IMT) — международный судебный орган по преследованию и наказанию главных военных преступников европейских стран, сражавшихся на стороне нацистской Германии. Был учреждён в соответствии с соглашением, заключённым в Лондоне 8 августа 1945 года между правительствами СССР, США и Великобритании и Временным правительством Франции. Местом нахождения МВТ являлся Берлин, судебный процесс проходил в Нюрнберге.
Юрисдикции Международного военного трибунала подлежали следующие преступления, влекущие за собой индивидуальную ответственность:
- преступления против мира, а именно: планирование, подготовка, развязывание или ведение агрессивной войны или войны в нарушение международных договоров, соглашений или заверений, или участие в общем плане или заговоре, направленных к осуществлению любого из вышеизложенных действий;
- военные преступления, а именно: нарушения законов или обычаев войны. К этим нарушениям относятся убийства, истязания или увод в рабство или для других целей гражданского населения оккупированной территории; убийства или истязания военнопленных или лиц, находящихся в море; убийства заложников; ограбление общественной или частной собственности; бессмысленное разрушение городов или деревень; разорение, не оправданное военной необходимостью, и другие преступления;
- преступления против человечности, а именно: убийства, истребление, порабощение, ссылка и другие жестокости, совершённые в отношении гражданского населения до или во время войны, или преследования по политическим, расовым или религиозным мотивам в целях осуществления или в связи с любым преступлением, подлежащим юрисдикции Трибунала, независимо от того, являлись ли эти действия нарушением внутреннего права страны, где они были совершены, или нет.

Устав Международного военного трибунала устанавливал его состав из восьми человек — судей и их заместителей, по два человека от каждой из сторон Лондонского соглашения.

## История

### Создание Международного военного трибунала
Идея создания международного трибунала для суда над «крупнейшими нацистскими военными преступниками» в том виде, в котором он был реализован на Нюрнбергском процессе, появилась в США. При этом американское общественное возмущение, прежде всего по поводу резни в Мальмеди, сочеталось с межведомственными конфликтами в федеральном правительстве в Вашингтоне, которые были связаны с планами о будущем оккупированной Германии и о послевоенном устройстве Европы в целом. В последние годы войны немногие требования были менее спорными, чем широко распространившийся в мире призыв привлечь к ответственности виновных в «мировой бойне»; идея о том, что люди, действовавшие как официальные лица, пользовались иммунитетом от уголовного преследования, находила всё меньше сторонников даже в рядах профессиональных юристов.

#### «План Моргенто» и схема Стимсона
Хотя власти США в годы войны делали спорадические заявления и декларации о «наказании преступников» и «новой Германии», первые систематические размышления о том, что в конечном итоге должно быть сделано с Германией, начались только в марте 1943 года, когда президент Франклин Рузвельт попросил военного министра Генри Стимсона и государственного секретаря Корделла Халла изложить свои взгляды на проблему. Оба чиновника согласились с тем, что союзники должны настаивать на безоговорочной капитуляции Германии, на полной военной оккупации, на денацификации, а также — на разоружении армии и ликвидации военных предприятий. Никто из них не хотел уничтожать немецкую промышленность в целом — оба министра полагали, что «приемлемый» уровень жизни являлся необходимым условием для существования будущей немецкой демократии.
Данные предложения, изложенные в отчёте «Handbook for Military Government in Germany», не были приняты президентом; с продолжением боевых действий Рузвельт всё более склонялся к тому, что «Германии следовало преподавать урок» — более жёсткий, чем Версальский. Под давлением общественного мнения, осенью 1944 года Рузвельт отклонил руководство по оккупационной политике, разработанное военным министерством на том основании, что оно было слишком «снисходительны» по отношению к немцам.
Альтернативный план был создан в августе в министерстве финансов США под руководством Генри Моргенто: документ «Program to Prevent Germany from starting a World War III» был представлен президенту 5 сентября. План предполагал «возмездие»: он включал в себя полную демилитаризацию, полную денацификацию (чиновники всех уровней должны были быть интернированы и направлены на принудительные работы) и уничтожение германской промышленности как таковой, поскольку, по версии Моргенто, промышленники с энтузиазмом поддержали приход Гитлера к власти. В итоге Германия должна была стать аграрной страной, «нацией фермеров». В рамках данной концепции, рассматривавшей всех граждан рейха как преступников, проблемы с ключевыми военными преступниками не существовало: после установки их личности, они подлежали расстрелу.
Министр Стимсон, имея ту же цель, что и его коллега, воспринял «план Моргенто» как «отталкивающий», поскольку сам он полагал, что достичь прочного мира с использованием мести и репрессий не удастся. Стимсон видел основой мира международное сотрудничество и международную законность; он полагал, что с самого начала своего существования «новая Европа» должна показать пример главенства права и справедливости. Стимсон не хотел криминализовать всю немецкую нацию — он видел ценность в «точечном» наказании международно-признанных военных преступников. При этом, оба плана подчёркивали единый характер оккупационной политики союзников: наказание преступников и экономическая политика предполагались неразрывно связанными. Жёсткость мер, предложенных Моргенто, Стимсон связывал с «шоком» еврея Моргенто от истребления европейского еврейства. 9 сентября, найдя понимания своей позиции у судьи Феликса Франкфуртера, Стимсон также написал, что сама цивилизованная форма наказания «будет иметь большее влияние на потомков». Амбиции департаментов, во главе которых стояли Стимсон и Моргенто, также играли свою роль: так «нерешительная» дипломатия Государственного департамента США в борьбе с национал-социалистическим режимом в 1930-х годах вызывала раздражение у Моргенто.
Путём тщательного… расследования и суда над всеми нацистскими лидерами и инструментами нацистской системы террора, такими как гестапо… мы могли бы продемонстрировать отвращение, которое мир испытывает к такой системе, и донести до немецкого народа нашу решимость навсегда уничтожить как её саму, так и её плоды.— госсекретарь Стимсон, из меморандума Рузвельту от 5 сентября 1944
Простота и дешевизна группового расстрела бывших лидеров нацистской Германии была важным фактором для Рузвельта, состояние здоровья которого ухудшалось с каждой неделей. Предложение Стимсона о создании международного трибунала, потребовало бы от президента длительных и сложных дипломатических переговоров и имело риск вызвать общественное недовольство «непонятными» юридическими процедурами. В тот же день, 9 сентября, Стимсон направил меморандум о формировании детального плана будущего суда своему подчинённому Джону Макклою: тот, в свою очередь, назначил полковника Мюррея Бернайса (Murray C. Bernays, 1894—1970), бывшего нью-йоркского адвоката, ответственным за проект. К 15 сентября Бернайс разработал шестистраничный план.

#### Проект Бернайса
Схема Бернайса отвергала предложения Моргенто о казнях на том основании, что они не соответствовали американским взглядам на справедливость, и признавала, что суд над нацистскими лидерами будет сложным как в связи с «громадным» числом обвиняемых, так и в связи с требованиями жертв немедленно наказать их «мучителей». Схема предполагала, что национал-социалистические учреждения, политика которых была осуждена союзниками, также подвергнутся суду; Бернайс планировал распространить представление о нацистских преступления и на саму Германию, начав их отсчёт с момента формирования нового режима в 1933 году. План Бернайса, претерпевший многочисленные и «болезненные» правки, многомесячный процесс межведомственных обсуждений, масштабные сокращения и компромиссные дополнения, стал основой для всего Нюрнбергского процесса.

#### Презумпция виновности
Ключевым словом схемы, позволявшей объединить отдельных лиц и крупные бюрократически структуры, было слово «заговор» (англ. conspiracy): весь нацистский режим, его лидеров и его институты предлагалось рассматривать как масштабный заговор для совершения всех последующих преступлений. Нацисты, в изложении Бернайса, в течение многих лет планировали установить арийское превосходство — сначала в Германии, а затем и во всём мире.
Идея в судебном порядке «продемонстрировать народу Германии криминальный характер нацистского режима» была весьма привлекательной. Одновременно такой план позволял упростить судебное преследование сотен тысяч военных и чиновников нацистской Германии, ускорив денацификацию: после доказательства преступного характера нацистских организаций, в последующих разбирательствах можно было исключить заявления обвиняемых, что они были «невинными винтиками» в государственном аппарате, или что они являлись «истинными патриотами», исполнявшими обязанности перед своей страной. Для членов преступных организаций вводилась «презумпция виновности»: сами обвиняемые должны были доказывать, что не совершали преступных действий, или искать для себя смягчающие обстоятельства.

#### Теория заговора
«Заговор» или «участие в заговоре» является популярным обвинением как в американском, так и в британском законодательстве: в начале XX века прокуроры активно использовали такое обвинение против лидеров организованных преступных групп или мафиозных структур. В обвинении заложена идея о том, что все члены банды разделяют вину за все её действия; в англо-американском законодательстве того времени обвиняемый мог быть обвинён в заговоре с целью совершения всех преступных действий независимо от продолжительности его пребывания в банде, и независимо от того, встречался ли он с большинством её других членов. Критика подобного подхода была известна задолго до 1945 года.
Идея Бернайса о существовании двенадцатилетнего заговора многотысячной группы участников заметно расширяла традиционное определение его времени; в то же время судебная практика того периода показывала обратное: судьи преимущественно стремились как установить ограничения во времени, в течение которого они признавали существование заговора, так и требовать неопровержимых доказательств наличия «преступной цели» у организации, приведшей к преступным действиям со стороны отдельных её членов.
Континентальное право, в отличие от англо-саксонского, относилось к «заговорам» с ещё большим подозрением. Таким образом, Бернайс предлагал судить немецких обвиняемых по практически неизвестному в немецком законодательстве обвинению и совершенно неизвестному в международном праве. Кроме того, в годы войны потенциальные обвиняемые не получили никакого предварительного предупреждения о том, что им будет предъявлено подобное обвинение: в то время как обычные военные преступления были хорошо известны в международном праве, союзники никогда не предупреждали, что планируют судить за подобные деяния «лидеров-заговорщиков», никого не убивавших своими руками. Все правовые системы мира осуждали идею права «ex post facto» — права, которое ретроспективно признавало те или иные действия преступными. Основополагающим принципом справедливости в праве считалось (и считается) то, что человека можно обвинить в совершении преступления только в том случае, если он заранее знал (или должен был знать), что его действия будут считаться преступными.
Включение действий довоенного периода в список преступных деяний также вызывало вопросы. В стремлении охватить преследование евреев, разгром профсоюзов, гонения на христианские церкви, создание концентрационных лагерей и программ эвтаназии, Бернайс описал действия, совершённые суверенным германским государством против его собственных граждан. В 1945 году международное право на такие действия не распространялось — оно касалось только отношений между государствами и действий, совершаемых одним государством в отношении другого. Беспрецедентной была и идея суда над целыми организациями: мысль о том, что простое членство в некой группе может автоматически сделать человека уголовным преступником была неизвестна праву. Членство в преступной группе предполагало добровольное и активное участие, наряду с обладанием полной информацией обо всех целях и действиях группы. В итоге, с момента своего появления, план Бернайса вызвал множества вопросов у юристов — споры не угасли и в XXI веке.

#### Развязывание агрессивной войны
Хотя Министерство юстиции США выступало за судебное разбирательство в принципе, оно крайне критически отнеслось к «небрежному мышлению» Бернайса: 29 декабря помощник генерального прокурора Герберт Векслер (Herbert Wechsler) в меморандуме своему начальнику Фрэнсису Биддлу призвал снять все обвинения, связанные с довоенными актами и действиями против граждан Германии на том основании, что обвинения были сформулированы «ex post facto». Векслер также возражал против «беспрецедентной» идеи суда над организациями; он также считал обвинение в заговоре сугубо англо-американским явлением и потому неприменимым в международном суде против немецкоязычных обвиняемых. Биддл был полностью согласен с коллегой. Когда европейские юристы ознакомились с концепцией Бернайса, они подвергли её столь же резкой критике.
Однако сам Стимсон в 1920-х годах с успехом преследовал представителей крупного американского бизнеса как раз используя концепцию «заговора». Он полагал, что его опыт может быть применён и к национал-социалистическим организациям. Стимсон не отклонил, а дополнил проект Бернайса идеей, что развязывание агрессивной войны само по себе являлось отдельным преступлением — он предложил, что бывшие лидеры нацистской Германии должны быть наказаны и за это. Иначе говоря, Стимсон полагал, что военные преступления и преступления против человечества, в которых обвинялись нацистские лидеры, явились частью их намерения начать новую войну в Европе. То есть, центральным преступлением, из которого вытекали все остальные, была сама война.
Стимсон с 1941 года полагал, что пакт Келлога — Бриана, заключённый в 1928 году и подписанный Германией, делал войну незаконным инструментом международной политики; критики подобной трактовки видели в пакте простую «декларацию о намерениях» — очередное «выражение благочестивой надежды», а не юридически обязывающий документ. При этом пакт не предусматривал конкретного наказания для тех, кто совершил акт агрессии — то есть не содержал санкции за преступление.
В итоге, предложение о создании международного трибунала для суда над нацистскими военными преступниками подняло сразу несколько из наиболее фундаментальных правовых вопросов. В конце 1944 года государственные деятели, в большинстве своём, не располагали временем для детальной дискуссии с целью их разрешения. Политикам предстоял срочный выбор между предложениями Стимсона и Моргенто — или формулирование промежуточного варианта между ними.

#### Вторая конференция в Квебеке
В ходе Второй квебекской конференции («OCTAGON»), проходившей в сентябре 1944 года, Рузвельт и Черчилль обсуждали американскую финансовую помощь Великобритании. Вызванный на встречу министр финансов Моргенто нашёл в лице британского лидера сторонника своего плана — как минимум, групповой казни крупнейших нацистских военных преступников. Главы США и Великобритании решили проконсультироваться со Сталиным, прежде чем принимать окончательное решение. Они составили проект телеграммы советскому лидеру — в проекте утверждалось, что вопрос о судьбе Гитлера и Гиммлера не может быть доверен судьям.
Одновременно детали плана Моргенто оказались в распоряжении прессы: 21 сентября газета «Washington Post» опубликовала детали конфликта вокруг проекта мер о будущем Германии в администрации президента США; 29 сентября президент опроверг «слухи» о расколе. Меры Моргенто выходили далеко за рамки того, что американская общественность смогла признать приемлемым. Сам Рузвельт начал осознавать, что полный демонтаж немецкой промышленности разрушит экономику Европы. В то же время юрисконсульт президента, судья Сэм Розенман (Samuel Rosenman) атаковал план Моргенто с юридической стороны, в чём Розенмана поддержал и судья Франкфуртер.
Военная составляющая внесла свой вклад в дискуссию: в конце сентября наступление американцев в Европе было остановлено немецким сопротивлением. Одной из причин этого, по мнению американской прессы, стало ожесточение солдат вермахта после того, как национал-социалистическая пропаганда получила в свои руки планы министра по превращению Германии в «нацию фермеров» и призвала к «последней битве» за Рейх. В результате, в преддверии президентской кампании 1944 года Рузвельт постепенно начал переходить в лагерь противников плана Моргенто. 22 января 1945 года он получил от Стимсона, Халла и Биддла меморандум, содержавший ключевые пункты плана Бернайса, но предлагавший военный, а не гражданский трибунал. В меморандуме уточнялось, что бессудный расстрел только способствует превращению национал-социалистических лидеров в «мучеников»; в нём также предлагался суд над организациями. Президент взял меморандум с собой на Ялтинскую конференцию.

#### Британия и СССР. Встречи в Лондоне
Британские политики были разделены в своём отношении к суду над лидерами нацистской Германии: они старались избежать «несвоевременного» публичного обсуждения вопроса, иногда говоря об «образцовом наказании» нацистов, не уточняя деталей. В феврале 1944 года чиновник Министерства иностранных дел Великобритании Уильям Малкин (Herbert William Malkin) подготовил документ, «бескомпромиссно» озаглавленный «Против учреждения международного суда». По мнению Малкина, создание такого судебного органа заняло бы слишком много времени — при этом он не выглядел бы более беспристрастнее, чем обычный национальный суд; разбирательство в международном суде было бы крайне долгим из-за языковых и процедурных проблем, а у подсудимых появлялись бы все основания для оспаривания законности самого существования трибунала. Малкин предлагал расстрелять лидеров нацистской Германии — лорд-канцлер Саймон «одобрил каждое слово» в документе.
В ноябре 1942 года советский посол Иван Майский уже предлагал Идену создать трибунал и получил дипломатичный отказ. К концу 1944 года Форин-офис «с некоторым недоумением» признал, что Сталин хотел, чтобы ведущих нацистов казнили, но только после суда. Таким образом, никто из участников встречи «Большой тройки» в Ялте не удивился, когда советский лидер потребовал, чтобы крупнейших преступников судили перед тем, как расстрелять. В то же время изменение позиции Рузвельта стало неожиданным для британцев, оказавшихся таким образом в дипломатической изоляции. И после недолгого обсуждения «Большая тройка» подтвердила решение Московской конференции, дополнив его обязательством по созданию трибунала.
Последней попыткой британской стороны отказаться от процесса стало приглашение в марте американской делегации приехать в Лондон для «обсуждения проблемы». Однако в столицу Великобритании прибыли три убеждённых сторонника идеи трибунала — судья Розенман, полковник Каттер (Richard Ammi Cutter) и генерал-майор Джон Вейр (John M. Weir) — которые, в свою очередь, имели целью «вдохновить» британцев.
Первая официальная встреча 4 апреля выявила разницу в повестках делегатов: американские представители попытались обсудить конкретный состав трибунала, характер обвинений, правовые трудности и уголовную ответственность начальников, которые издавали приказы, но фактически не совершали преступлений. Британцы были обеспокоены американской приверженностью трибуналу — в особенности, их заявлением о том, что делегация имеет все полномочия от Вашингтона немедленно подписать соглашение о его создании. На следующий день британцы высказали свои сомнения в целесообразности судебного разбирательства, акцентировав внимание на трудностях дела — прозвучал намёк и на то, что обвиняемые могут поднять в своих защитных выступлениях «смущающие» темы внешней политики союзников в довоенный период. В итоге Саймон заявил, что попытка «судить Гитлера» будет восприниматься публикой как фарс, добавив, что «этого человека нужно расстрелять». Одновременно встреча раскрыла и небольшую область взаимопонимания сторон: когда Розенман объявил о желанием предать суду представителей таких организаций, как гестапо и СС, Саймон счёл идею привлекательной.
Смерть Рузвельта 12 апреля изменила ситуацию: новым президентом США стал Гарри Трумэн, который не участвовал ни в одном из предыдущих обсуждений, но оказался убеждённым сторонником полноценного суда. Новый американский лидер испытывал «отвращение» к массовым казням и немедленно утвердил меморандум Стимсона о суде «Trial and Punishment of Nazi War Criminals». На следующий день госсекретарь Джеймс Бирнс провёл встречу с советским послом Николаем Новиковым, на которой, используя отсылки к книге профессора Трайнина, предложил СССР участвовать в организации трибунала над лидерами Рейха.
Тем временем новым лидером американской делегации в Лондоне в середине апреля стал Джон Макклой, который уже успел заручиться поддержкой Шарля де Голля. Макклой начал «страстно» призывать британцев «воспользоваться шансом, который им предлагает история»: он поочерёдно опровергал каждый из доводов представителей Его Величества. Британцы боролись до 30 мая; затем Кабинет министров назвал предложенную американцами процедуру «тщательно разработанной для предотвращения использования суда в качестве платформы» для пропаганды и дал своё одобрение всем предложениям. В конце апреля Трумэн назначил Роберта Джексона главным обвинителем на будущем международном трибунале: президентский приказ о назначении за номером 9547 вышел 2 мая.

#### Делегации юристов: Джексон и BWCE
Бывший генеральный прокурор, судья Верховного суда Джексон являлся известным и энергичным сторонником верховенства закона: в течение уже долгого времени он был убеждён в необходимости трансформировать международное право из «набора надежд» в эффективный «набор правил», регулирующих поведение государств. Он также считал, что международное право являлось единственным средством реализации стремления человечества к миру: ещё в 1941 году он писал, что ему «не представлялось необходимым рассматривать все войны как законные… просто потому, что у нас нет трибунала, чтобы судить обвиняемых». Он также заявлял, что «мир не уважает суды, которые просто организованы для осуждения». Не все коллеги Джексона разделяли его взгляды на международное право и его перспективы: так, председатель суда Харлан Стоун называл участие Джексона в Нюрнбергском процессе «экспедицией линчевания».
Мы не можем просто принять как парадокс то, что юридическая ответственность должна быть наименьшей в тех случаях, когда власть является наибольшей.— Джексон
29 апреля Джексон, являвшийся автором мнения меньшинства судей Верховного суда, полагавшего неконституционным интернирование японцев во время войны, согласился участвовать в международном процессе. В своём ответе на письмо Трумэна он указал, что «отсрочка [начала процесса] только побудит людей взять закон в свои руки». Когда через несколько дней после капитуляции Германии Казначейство США предложило, чтобы члены организаций, которые «могут быть объявлены преступными», немедленно начали привлекаться к уголовно-исправительным работам, Джексон опротестовал данную инициативу. Главными помощниками Джексона стали техасский профессор права Роберт Стори (Robert G. Storey) и будущий сенатор Томас Додд; в американскую делегацию также входили нью-йоркский юрист Джон Амен (John Amen), специализировавшийся в мирное время на нарушениях антимонопольного законодательства, генеральный солиситор компании «Southern Railway» Сидни Олдерман (Sidney Sherrill Alderman, 1892—1973), профессор Фрэнсис Ши (Francis M. Shea) и руководитель Управления стратегических служб (OSS) Уильям Донован. Сам Джексона был ответственен только перед президентом.
28 мая демократ Джексон и республиканец Донован отправились в Европу, намереваясь вступить в контакт с комиссией UNWCC. Перед Лондоном они посетили Париж и Франкфурт, собирая информацию как о преступлениях, так и о политической ситуации в Германии. Поскольку во время конференции в Сан-Франциско британцы начали постепенно сдаваться, Джексон надеялся получить их окончательное согласие на свои предложения по будущему разбирательству. Скорое проведение всеобщих выборов в Британии создавало определённые риски, поскольку не было уверенности в том, что новое правительство захочет разделить обязательства своего предшественника.
29 мая новый генеральный солиситор Дэвид Максвелл-Файф (David Maxwell Fyfe, 1st Earl of Kilmuir) был назначен руководителем британской команды юристов и Британского экзекутива по военным преступлениям (British War Crimes Executive, BWCE). Фактически же министерство иностранных дел оказалось наиболее ценным британским ведомством из-за его доступа к данным разведки и знания договоров межвоенного периода. В день взятия Рейхстага, 2 мая, президент Трумэн созвал пресс-конференцию, на которой, без консультации с британскими или советскими лидерами, объявил о создании международного суда для процесса над руководством Рейха. На следующий день Молотов, находившийся в Сан-Франциско, получил от американской делегации письменный план будущего суда из 26 пунктов и устное заверение о перспективе германских «репараций трудом» для СССР; дипломаты Сергей Голунский и Амазасп Арутюнян изучили план. 6 мая делегации Франции, Великобритании и СССР выразили общее согласие с американским планом, уточнив, что должны получить окончательное одобрение у высшего руководства каждой из стран.
С 5 июня BWCE стал проводить регулярные заседания, участники которых полагали, что дело, в той форме которое оно было предложено Джексоном, являлось слишком абстрактным и легко опровергаемым, а также и слишком сложным, чтобы быть эффективным в зале суда. Они предпочли бы судебное разбирательство с меньшим числом обвиняемых, более ограниченными обвинениями и более простой процедурой. Одновременно участие в будущем процессе СССР воспринималось многими британскими юристами и дипломатами как пример «международного лицемерия», учитывая события в Прибалтике и Финляндии, в Катыни и Персии. Однако все участники заседаний признавали, что с практической точки зрение исключение советских представителей было невозможно.
В тот же период Джексон стал выяснять, что конкретно обещал Рузвельт Сталину по поводу «репараций трудом», и собирать общую информацию о ходе дискуссии о судебном процессе: Донован передал Джексону отчёт OSS на 61 странице, озаглавленный «Советские намерения наказать военных преступников» (англ. Soviet Intentions to Punish War Criminals). Данный отчёт был частью масштабной работы, проводившейся 1200 экспертами отделения OSS «Research & Analysis Branch», анализировавшими историю, политику и экономику как Германии, так и Восточной Европы в целом: полезные как справочные материалы, такие отчёты не содержали реальных улик.

### Устав Нюрнбергского трибунала
6—7 июня Джексон представил отчёт президенту о проделанной работе, сообщив, что французское правительство ещё не сформировало переговорную группу, а СССР также не спешил с началом процесса. В том же тексте Джексон сослался на мнение Гуго Гроция о различии между боевыми действиями, направленными на защиту страны, и прямой агрессией в отношении соседнего государства — судья полагал, что представление о преступности «агрессивной войны» существовало задолго до 1939 года. Джексон в отчёте сформулировал три цели своей деятельности: определение наказания для конкретных преступников, развитие международного права и признание как со стороны граждан Германии, так и со стороны всего остального мира беспрецедентного масштаба нацистских преступлений. После публикации отчёта общественный отклик на предложенную им повестку был «обнадёживающим». В тот же период Молотов передал Сталину американские предложения о процессе, получив одобрение будущего генералиссимуса. 20 июня группа Джексона вернулась в Лондон для подписания конкретных договорённостей («устава»): сам Джексон ожидал, что «Лондонская конференция» достигнет соглашения в течение недели и что все участники полностью согласятся со всеми американскими предложениями.

#### Лондонская конференция (1945)
Сложности и разногласия начались с прибытием французских и советских переговорщиков 24 и 25 июня. Французскую группу возглавлял судья Кассационного суда (Court of Cassation (France)) Робер Фалько, немного владевший английским и мало выступавший на заседаниях; французское видение проблемы было представлено профессором Андре Гро (André Gros), специализировавшимся на вопросах военных преступлений. В советскую делегацию во главе с заместителем председателя Верховного суда СССР, генералом Ионом Никитченко, отказывавшимся признавать, что он понимал английский язык, входил и профессор Арон Трайнин. Советские представители получили инструкции от Вышинского не соглашаться ни на что без его прямого одобрения.

##### Уголовное преследование организаций
Лондонская конференция формально открылась 26 июня в здании Чёрч-хауз (Church House, Westminster) около Вестминстерского аббатства. Заседания конференции, шедшей под председательством Максвелл-Файфа, были закрытыми и проходили в неформальной обстановке; всего состоялось четырнадцать полных сессий, но за кулисами прошло множество неформальных встреч, не оставивших протокольных записей. Большая часть времени была потрачена на процедурные вопросы — на выработку порядка проведения судебного разбирательства. Различие в юридических культурах нашло своё отражения в работе конференции: так, если в англо-американских судебных процессах обвинительный акт представляло собой краткое заявление о том, кто обвиняется и по каким статьям, то в «континентальном праве» обвинительное заключение сопровождалось полными набором доказательств — таким образом доказательства были доступны для изучения стороной защиты с момента предъявления обвинения. Поиск компромисса занял несколько недель. Роль судей также заметно отличалась в двух системах. Джексон полагал, что американские судебные правила «настолько глубоко укоренились в мыслях американского народа», что любые альтернативы были неприемлемы.
Джексон и Никитченко также по-разному видели статус подсудимых: если советский представитель, для которого визит в Лондон стал первой заграничной поездкой, полагал, что лидеры нацистской Германии уже были «осуждены» главами правительств в ходе Ялтинской конференции, то американский юрист видел в заявлениях Сталина, Рузвельта и Черчилля только «обвинение», но не приговор. Таким образом, «ратификация политического решения об осуждении» не входила в планы Джексона. Наблюдатель от Форин-офиса Патрик Дин к концу конференции пришёл к выводу, что Джексон «боится русских, особенно их судебных методов», которые американец воспринимал как попытку превратить суд в «спектакль». Разногласие по основному принципу — справедливое слушание или показательный процесс — завершилось «риторической победой» Джексона: однако за кулисами переговоров все четыре делегации были совершенно убеждены в том, что в конце концов все обвиняемые будут признаны виновными, а советские юристы были лишь более откровенны за столом переговоров.
Взаимные подозрения между делегациями усилились при обсуждении желания США предъявить обвинения нацистским организациям; на открытии сессии Никитченко озвучил сомнения советских представителей по поводу такого подхода. Джексон, не окончивший ни одну из престижных американский юридических школ, полагал, что ситуация была «самоочевидна»: поскольку нацистские институты являлись, по его мнению, инструментами, с помощью которых «заговорщики» осуществляли свои планы. Кроме того, юридическое заявление о преступности национал-социалистических институтов позволило бы ускорить последующее судебное разбирательство против их отдельных членов.
В ответ Никитченко обратил внимание, что в Московской и Крымской декларациях уже говорилось, что нацистская партия и иные учреждения будут уничтожены после окончания войны; все они уже были фактически расформированы оккупационными силами. Французские и советские представители были полностью согласны с Джексоном в том, что нацистские организации являлись «преступными группами», однако они сомневались в законности судебного решения, объявляющего их формально таковыми. Юристов беспокоило, что речь шла о «вине по ассоциации», в рамках которой человек объявлялся преступником за сам факт членства в структуре, а не за свои конкретные действия. Джексон, посетивший 7 июля штаб-квартиру OSS в Висбаден, дал понять, что он уже обдумал гарантии против такого подхода: прежде всего, он счёл необходимым доказывать добровольность членства и знание преступных целей всей организации. Никитченко и его коллеги не были до конца убеждены.
Трудности франко- и русскоязычных участников встречи не были простым результатом отсутствия в соответствующих законодательствах самой концепции «преступных групп». Уголовное право Франции и СССР предусматривали соответствующие статьи, включавшие ответственность членов групп за коллективные действия — за преступления своих коллег. Однако уголовное право не применялось к самим структурам, только к отдельным лицам:
Советский закон не предусматривает [уголовного преследования] для тех, кто не является физическим лицом.— Никитченко
Джексон пытался сослаться на то, что американские корпорации можно было подвергать суду; профессор Трайнин согласился с ним, но добавил, что речь шла о гражданском праве, а никак не об уголовном — не говоря уже о международном. Никитченко добавил, что советское правительство также возражало против суда над организациями. Переход к обсуждению деталей процесса только усилил расхождение: Джексон настаивал на том, что все члены каждой из обвиняемых организаций должны были быть уведомлены о начале судебного процесса, а также имели возможность защищать свою группу. Профессор Гро возразил, что такой подход превратит слушания в крайне сложный процесс; Никитченко предположил, что сотни (если не тысячи) членов явятся в суд, что заблокирует его работу. Джексон же думал, что ни один человек не осмелится выступить в защиту СС, СД или гестапо. Дальнейшие события показали, что Никитченко, а не Джексон, оказался прав (см. Дела об организациях на Нюрнбергском процессе).
Трайнин попытался разрешить противоречие: он задал вопрос о статусе тех, кого был готов заслушать суд — были ли они обвиняемыми, свидетелями или экспертами? Если они не подпадали под одну из этих категорий, то они не могли иметь права голоса в суде. Однако Джексон остался непреклонен в вопросе об уведомлении всех членов, попытавшись эмоционально мотивировать свою позицию ссылкой на «ужасы», обнаруженные им в нацистских документах: аргументы Джексона зачастую были «интеллектуально слабыми, но политически мощными». Советские и французские представители, проживавшие в странах годами находившихся под частичной оккупацией нацистской Германии, не были впечатлены.

##### Война как преступление
Ключевой конфронтацией лондонских делегатов стала дискуссия по основополагающему вопросу всего процесса: следует ли обвинять власти нацистской Германии в развязывании военной агрессии. Джексон, в годы войны подтвердивший право президента США формировать особые трибуналы для суда над германскими саботажниками (см. Ex parte Quirin), рассматривал данное обвинение как «краеугольный камень» в деле против режима, как «центральную часть всего шоу». По мнению американского юриста, из данного преступления произошли все другие; французские юристы также полагали, что подобный пункт был «морально и политически желательным». Однако законность подобного обвинения вызывала у них вопросы. Французские делегаты считали, что их американские коллеги пытались изобрести новое преступление — то, которое, к сожалению для французов, не существовало в международном праве довоенного периода. Гро процитировал мнение профессора Трайнина, что «усилия по превращению агрессивной войны в преступление всё ещё носят предварительный характер».
Никитченко согласился, добавив, что ООН следовало принять решение о преступности самой агрессии, а юристам не следовало предвосхищать такое решение. Никитченко и французские представители были готовы предъявить обвинения только за конкретные акты нарушения договоров. Со своей стороны, Джексон и Стимсон были уверены, что «агрессивная война» уже являлась преступлением в международном законодательстве: они также опасались, что в случае дискуссии по конкретным актам суд станет платформой для нацистской пропаганде о «самообороне». Кроме того, они не были готовы ограничить определением агрессии, предложенным СССР, как акта, «совершённого „державами оси“»; любая агрессия была, по их мнению, преступной.
Если определённые действия в нарушение договоров являются преступлениями, они являются преступлениями, независимо от того, совершают ли их Соединённые Штаты или Германия, и мы не готовы устанавливать правила преступного поведения в отношении других, которые были бы неприменимы против нас самих.— Джексон
Джексон видел в советском предложении попытку обойти вопрос о Зимней войне с Финляндией, а также попытку обосновать идеологию, различавшую «империалистические» и «народные» войны. Судьям Максвелл-Файфу и Джексону потребовалась некоторая настойчивость, чтобы добиться от Трайнина признания того, что закон должен в равной степени применяться ко всем. Советские предложения о прямом запрете национал-социалистической пропаганды и о включении в Устав пункта об обязательной экстрадиции обвиняемых из нейтральных стран, на котором настаивал Молотов, также вызвали разногласия.
Джексон озаботился поддержкой своей позиции со стороны ведущих юристов середины 1940-х годов: он проконсультировался с профессором Гершем Лаутерпахтом, который подтвердил, что в конце 1930-х годов агрессия уже являлась преступлением. Джексон также пытался убедить коллег о необходимости запрещения войны в будущем. Джексон постоянно упирал на политические аргументы: на то, что вся американская политика до вступления США в войну, включая и программу ленд-лиза, основывались на убеждённости в незаконности войны как таковой. Он предпочёл бы вообще обойтись без международного трибунала, нежели менять «позицию, которую Соединённые Штаты занимали на всём протяжении» войны. Попытка использования процесса для оправдания американской политики «ex post facto» вызвала непонимание у других делегатов. В тех же дискуссиях американские представители пытались максимально обойти любое сравнение между немецким антисемитизмом и расовой дискриминацией в США.
Джексон, не являвшийся профессиональным дипломатом, с трудом принял тот факт, что его убеждения не разделялись всеми участниками. Шесть недель Лондонской конференции начали разочаровывать его во всей концепции будущего процесса. Максвелл-Файф, называвший себя «прирождённым оптимистом», попытался поддержать коллегу. Перелёт Джексон из Лондона в Париж и Потсдам, включавший в себя как беседу с госсекретарём Бирнсом, так и посещение американского центра по сбору документов, убедило судью, что в деле организации суда был достигнут некоторый прогресс, и не могло быть никаких сомнений в преступности самого нацистского режима. Длительность дискуссий в Лондоне вызывала сожаление не только у Джексона: Никитченко после начала очередного спора по поводу определения агрессии прямо заявил, что «если мы снова начнём обсуждать это, я боюсь, что военные преступники умрут от старости».

##### Заговор. Место суда: Берлин и Нюрнберг
Единственной частью плана, которая не была исчерпывающе обсуждена на конференции, — идея «преступного заговора». Несмотря на желание обвинить высшее руководство нацистской Германии в преступлениях, ни британские, ни французские, ни советские делегаты не были готовы принять американский подход. В черновиках и редакциях будущего устава «заговор» либо был вообще опущен, либо был представлен как обвинением в «планировании или организации» конкретных преступлений. Британцы всё ещё полагали, что концепция заговора была «слишком расплывчатой и слишком грандиозной», чтобы стать эффективным оружием в суде. Представители континентальной школы права с трудом понимали, что имеют в виду под «заговором» их коллеги из англосаксонской правовой семьи. Но именно заговор был тем инструментом, с помощью которого можно было попытаться осудить за военные преступления бюрократов, которые за все годы войны «ни разу не выстрелили из винтовки».
Место, где предполагалось учреждать международный трибунал, стало новым поводом для дискуссии. Джексон хотел скорейшего решения, которое бы позволило начать подготовку посещений для обвиняемых и свидетелей, самого зала суда, а также пространств для многочисленных журналистов и посетителей. Вопросы обеспечения питанием большого числа людей и их связи с внешним миром не были праздными для Германии 1945 года, поскольку все участники конференции были согласны с тем, что суд должен был проходить именно на территории бывшего Рейха.
Представители армии США сообщили Джексону, что Берлин и так был переполнен; сам он посетил Мюнхен и Берлин, обнаружив, что руины города не давали возможности устроить в нём масштабное судебное разбирательство. Рассматривался и вариант с судом в Гейдельберге. Генерал Люсиус Клей первым рекомендовал Нюрнберг: хотя бомбардировки американо-британской авиации и уличные бои (Battle of Nuremberg (1945)) практически полностью разрушили жилую часть города, некоторые ключевые объекты инфраструктуры «чудом» уцелели. После осмотра Нюрнберга, Джексон сообщил делегатам, что зал суда «Schwurgerichtssaal 600» во Дворце правосудия (Justizpalast (Nürnberg)) на улице Fürther Straße «не такой большой, как должен быть, но возможно он больше, чем любой другой зал суда» в стране. Условия содержания в местной тюрьме «Zellengefängnis Nürnberg» были сочтены судьёй «адекватными», поскольку сразу 1200 человек могли быть там размещены, а сами камеры были напрямую связаны с залом суда. Офисных площадей также было достаточно, хотя они и нуждались в ремонте.
Нюрнберг имел и символическое значение как место «триумфальных» съездов НСДАП (нем. Stadt der Reichsparteitage) и обнародования расовых законов против евреев. Расположение города в американской зоне оккупации также имело значение, поскольку правительство США располагало значительно большими средствами для организации суда. Британские и французские представители были в восторге от предложения; советские делегаты были не согласны. Никитченко настаивал на том, что суд должен был состояться именно в Берлине. Поскольку городом, географически расположенном в советской оккупационной зоне, совместно управляли сразу четыре державы-победительницы, Берлин как нельзя лучше подходил, по мнению Никитченко, для международного трибунала. Советские юрист полагал, что Союзная контрольная комиссия (СКК) сможет предоставить всё необходимое; сама СКК была менее уверена в этом. Когда Джексон предложил всем делегатам совершить поездку в Нюрнберг на своём самолёте, советские представители в последний момент отказались.
После непосредственного знакомства с городом 21 июля, впечатлённые увиденным «несоветские» делегаты постепенно, ко 2 августа, убедили «русских» принять Нюрнберг в качестве места судебного разбирательства. В тот период Советская военная администрация в Германии сообщала о многочисленных преступлениях, совершавшихся «лицами в форме Красной армии» на улицах Берлина. Представители СССР согласились на Нюрнберг при условии, что Берлин будет назван «постоянным местом пребывания Трибунала» и что судьи формально проведут там своё первое заседание. Компромисс был значительно облегчён Максвеллом-Файфом, который впечатлил Никитченко аналогией с коммерческой фирмой, зарегистрированной в одном месте, а фактической расположенной в другом: член КПСС стал регулярно называть Трибунал «нашей новой фирмой».

##### Потсдамская конференция. Подписание
Политические события продолжили влиять на ход юридической дискуссии. По британской просьбе в повестку Потсдамской конференции, открывшейся 11 июля 1945 года, был включён и вопрос о военных преступниках; Джексон беспокоился, что это будет выглядеть как политическое вмешательство в юридическую проблему. В Потсдаме Трумэну и Черчиллю удалось окончательно убедил Сталина: в коммюнике глав государств была выражена надежда на то, что «переговоры в Лондоне… приведут к скорейшему достижению соглашения» и что судебное разбирательство «начнётся в самое ближайшее время». На той же встрече лидеры союзников окончательно договорились, что каждая из стран будет самостоятельно взыскивать репарации со своей оккупационной зоны. По настоянию Сталина власти всех трёх государств призвали опубликовать к 1 сентября итоговый список обвиняемых на Нюрнбергском процессе.
Учитывая поддержку Сталина, советские представители в Лондоне отказались от своих возражений и финальные соглашения были готовы к подписанию ко 2 августа. Если Джексон уже был уполномочен подписать документы, то другим делегатам пришлось ждать несколько дней для правительственных одобрений. Трайнин предложил придать документу форму международного договора — по его мнению, именно такие договоры являлись источниками международного права. Другие представители не были уверены в обязательности подобной формы, а Джексон отметил, что любой международный договор США должен быть ратифицирован Сенатом страны, что привело бы к новым задержкам.
В итоге, 8 августа в 11:00 главы делегаций в Лондоне подписали перед небольшой группой журналистов два документа, над которыми они, по советской инициативе, работали с самых ранних этапов конференции. Разделить итоговую декларацию на две части предложил Трайнин. Первым документом было заявление об общем намерении выполнить пожелания ООН и стран подписавших Московскую декларацию. В данном «Лондонском соглашении» было объявлено о намерении учредить Международный военный трибунал (МВТ) «для суда над военными преступниками, преступления которых не связаны с определённым географическим местом, независимо от того, будут ли они обвиняться индивидуально, или в качестве членов организаций или групп, или в том и другом качестве». Девятнадцать других стран — Греция, Дания, Югославия, Нидерланды, Чехословакия, Польша, Бельгия, Эфиопия, Австралия, Гондурас, Норвегия, Панама, Люксембург, Гаити, Новая Зеландия, Индия, Венесуэла, Уругвай и Парагвай — позже выразили свою приверженность данному соглашению.
Достижение соглашения между союзниками, превратившего абстрактную идею о суде в «жизнеспособное» реальное учреждение, было крупным дипломатическим достижением для тех лет. Затяжные и трудные переговоры, в которые превратилась Лондонская конференция, всё же привели к формированию беспрецедентного военного трибунала.

#### Текст Устава: три пункта обвинения
К краткому соглашению был приложен более полный текст с изложением состава, юрисдикции, полномочий и процедур будущего трибунала. Само название документа вызвало определённую неуверенность у редакционного комитета: Сидни Олдерман (Sidney S. Alderman) считал, что «приложение» будет адекватным названием; Трайнин полагал, что «статут» подразумевал обязательную юридическую силу текста; солиситор Томас Барнс (Thomas Barnes (solicitor)) предложил итоговое название, «устав» — Устав Международного военного трибунала, формально — «Устав для суда и наказания главных военных преступников европейских стран оси». Джексон счёл прямое упоминание стран «оси» своим поражением, но в пресс-релизе указал, что «если мы сможем развить в мире идею о том, что агрессивное ведение войны — это путь на скамью подсудимых, а не к почестям, мы добьёмся того, что сделаем мир более безопасный».
Документ стал компромиссом между общим правом и континентальной правовой системой: точнее, его основой являлась модифицированная версия общего права. Как исходно и предполагали все участники, обвиняемым было предоставлено право на адвоката, а также на обвинительный акт и на судебное разбирательство на их родном языке. В качестве компромисса между двумя системами, подсудимым предполагалось вручить до судебного разбирательства обвинительный акт, в котором содержалось бы полное резюме доказательств против них и который сопровождался бы как можно большим количеством соответствующих документов. Однако другие документы могли быть предъявлены уже в суде, где защита могла запросить время на их изучение. Судьи трибунала также получили право самостоятельно собирать свидетельства посредством назначенных ими «Мастеров» (Masters); благодаря настойчивости СССР, Мастера должны были только принимать заявления и не имели права давать рекомендаций суду, как исходно хотел Джексон. Кроме того, обвиняемые получили право давать собственные показания под присягой при условии перекрёстного допроса, что было ближе к англоязычной системе; обвиняемые также получали право на «последнее слово» без допроса и не под присягой — право, незнакомое для англо-американских судов. В результате, по мнению Джексона, после объединения двух систем обвиняемым было предоставлено гораздо больше прав, чем они могли бы иметь в любой из правовых систем в отдельности.
Некоторые спорные вопросы о пунктах обвинения не были урегулированы Уставом. Учитывая беспрецедентный характер судебного разбирательства и неопределённое состояние международного права, делегаты от Франции и СССР не были готовы сами изложить закон, на котором были основаны обвинения; они настояли на том, чтобы передать данное решение судьям. Отдельное обвинение в заговоре фактически исчезло из текста, а в 9-й статье говорилось, что Трибунал «может» (а не «должен») определить вину или невиновность групп и организаций. Членам организаций было дано права быть услышанными в суде.
Отдельные лица (лидеры) и национал-социалистические организации обвинялись по трём пунктам. Первым было «преступления против мира» — термин, придуманный профессором Трайнин. Ввиду сомнений французских и советских делегатов в отношении статуса агрессивной войны в международном праве, новому термину не было дано общего определения: пункт предполагал ответственность за «планирование, подготовку, развязывание или ведение агрессивной войны или войны в нарушение международных договоров». Определяя «преступление против мира» как «ведение войны», Устав, как тогда казалось, исключал ссылки на аншлюс Австрии или оккупацию Чехословакии, поскольку в тот период не происходило сколь-либо серьёзных боевых действий.
Второй пункт, озаглавленный как «военные преступления», впервые в мировом праве предполагал, что ответственность за преступную деятельность во время боевых действий («нарушение законов или обычаев войны») в конечном итоге несли те, кто руководил или командовал частями. Джексону не удалось убедить других делегатов, что военные преступления нацистской Германии были преднамеренными актами, а не побочным продуктом. Но он смог убедить остальных, что руководители также должны нести ответственность за действия своих подчинённых:
Руководители, организаторы, подстрекатели и пособники… несут ответственность за все действия, совершённые любыми лицами с целью осуществления такого плана. Должностное положение подсудимых, их положение в качестве глав государства или ответственных чиновников… не должно рассматриваться как основание к освобождению от ответственности или смягчению наказания.— Устав МВТ, статьи 6 и 7
Последний пункт обвинения — «преступления против человечества» (человечности) — являлся совершенно новым обвинением. Профессор Лаутерпахт рекомендовал конференции использовать данные термин, впервые применённый при составлении Версальского договора — замена в тексте термина «злодеяния» на «преступления против человечества» была произведена в последние дни перед подписанием. С помощью нового термина предполагалось охватить как преследование расовых и религиозных групп, так и массовую эксплуатацию европейских природных и человеческих ресурсов. Многие из конкретных действий, охваченных «преступлениями против человечества», могли быть включены и в список военных преступлений, однако характер и масштаб самих «злодеяний» был заметно больше. Кроме того, обвинение в военных преступлениях не могло быть распространено, к примеру, на попытку уничтожения евреев, являвшихся гражданами Веймарской республики. Сомнения относительно права международного суда вмешиваться во внутреннюю политику суверенного государства выразилось включением в данный пункт части «в связи с любым преступлением, подлежащим юрисдикции Трибунала»: то есть «преступления против человечества» должны были быть непосредственно связаны с войной.
Статья 8-я Устава предполагала, что ни один обвиняемый не сможет требовать защиты от преследования на основании своего подчинения приказам вышестоящего начальника, хотя факт наличия такого приказа мог рассматриваться судом как смягчающее обстоятельство при назначении наказания. Формально данный принцип не был новым: каждый солдат вермахта был знаком с «Десятью заповедями» немецкого солдата, последний пункт которых прямо запрещал исполнение незаконного приказа. Аналогично, 47-я статья Военного кодекса Германии предполагала разделение ответственности за преступление между офицером и солдатом. Как отметил в ходе одной из лондонских дискуссий Максвелл-Файф, ссылка на исполнение приказа не была разрешена немецкими судьями как минимум в одном из судебных процессов в Лейпциге после Первой мировой войны. В последних на тот момент изданиях работы Ласа Оппенхайма «International Law», «библии юристов-международников», изданной в начала XX века, приказы также не освобождали подчинённых от ответственности: в шестом издании от 1944 года британский учёный предложил значительно расширить юридическую ответственность солдат и государственных служащих.
В целом, Устав, составители которого «столкнулись с кошмаром правовых инноваций», определил общий план для суда над нацистскими лидерами, но оставил многие ключевые детали на усмотрение судьям. Серия международных согласований практически удалила из первоначального плана Бернайса принцип наказания лидеров за преступления против жителей Рейха, совершённые до начала войны.

#### Реакция на создание трибунала
Немногие из философских и практических проблем, выявившихся в ходе подготовки устава МВТ, беспокоили широкую общественность в августе 1945 года. Юридические тонкости были малодоступны для неюристов, а некоторые нюансы стали очевидны только во время самого процесса. Опубликование Лондонского соглашения и устава суда приветствовалось прессой: американская газета «New York Herald Tribune» провозгласила Устав «великим историческим документом, важным сопутствующим элементом Устава ООН». Газеты, включая британскую «Glasgow Herald», отметили, что «суд новый и обвинения тоже» — и все они, включая «New York Times», приветствовали «новый кодекс международной морали», сформулированный в Уставе. Если «беспрецедентность» является негативным фактором для юристов, то «инновационность» вызывала восторг у прессы и её аудитории конца войны; настроение поиску «нового, лучшего мира» было преобладающим.
Лондонская газета «Times», ссылаясь на опыт издания «Великой ассизы», призвала осудить национал-социалистов за «высшие преступления против человечества» и «оставить потомкам высшее предупреждение о судьбе виновных». Газеты в тот период не подвергали сомнению право победивших держав судить побеждённых. Джексон, предвидя последующую критику, писал в августе, что «как ни прискорбно, похоже нет никакого способа сделать что-либо с преступлениями против мира и против человечества, за исключением того, что победители судили побеждённых». В многочисленных газетных приветствиях полноценному судебному разбирательству, включавшему в себя и право обвиняемых на защиту, была широко распространена уверенность, что «люди, вызвавшие эту войну», обязательно будут наказаны.
Мы должны дать понять немцам, что дело, за которое их бывшие лидеры предстают перед судом, заключается не в том, что они проиграли войну — а в том, что они её начали.— Джексон, август 1945
В интервью для «New York Times» Джексон поделился впечатления от своего европейского турне: он нашёл, что европейцы были настроены фаталистически — они смирились с войнами как с естественным ходом вещей. Осудив данное настроение как европейское пораженчество и пассивность, американский судья продолжил настаивать на том, война являлась преступлением; одновременно он размышлял и над тем, что, возможно, американцам была нужна некоторая «доза пессимизма», чтобы «разрушить их собственные иллюзии». Трайнин также опубликовал в «Известиях» статью с позитивным откликом на результаты переговоров. Однако современные исследователи обращали внимание на то, что «слова» достигнутых договорённостей воспринимались участниками переговоров совершенно по-разному.

### Список обвиняемых
Вопрос о том, кого следовало посадить на скамью подсудимых в Нюрнберге, казался прокурорам несложным: их выбор пал на наиболее известных из оставшихся в живых нацистов, знакомых «человеку с улицы» — фактических дебатов о конкретных обвиняемых было мало, тщательное размышлении об их выборе вообще отсутствовало. Британские обвинители, как и в самом начале создания трибунала, хотели, чтобы список обвиняемых был как можно более коротким, стремясь тем самым обеспечить быстрое судебное разбирательство и «чёткое драматическое воздействие» на публику. В июне—июле 1945 года они распространили список из десяти фамилий: Геринг, Гесс, Риббентроп, Лей, Кейтель, Штрайхер, Кальтенбруннер, Розенберг, Франк и Фрик. Сомнения в том, что Гесс был способен предстать перед судом, существовали уже тогда: состояние его психического здоровья после двух попыток самоубийства вызывало вопросы. Однако Сталин в Потсдаме настаивал на том, чтобы Гесс предстал перед судом: у властей СССР не было уверенности, что Гесс не заключил тайную сделку с британскими властями.
Британские юристы также рассматривали возможность добавления в свой список банкира Шахта и промышленника Круппа, которые уже фигурировали в списках UNWCC. Борман, чьё местоположение не было известно, также продолжал рассматриваться как потенциальный обвиняемый. Джексон выступал против идеи суда над начальником Партийной канцелярии НСДАП, но Максвелл-Файф полагал, что широкая общественность, среди которой продолжали ходить слухи о живом Бормане, ожидала, что его также обвинят.
Британский «практичный» подход не понравился большинству их американских коллег; американские списки, основанные на концепции привлечения к суду всего нацистского режима с 1933 года, были значительно шире — так, список Бернайса включал в себя 46 потенциальных обвиняемых. Гроссадмирал Дёниц присутствовал во всех американских документах, что обеспокоило Британское адмиралтейство, которое придерживалось мнения, что германский военно-морской флот вёл «довольно чистую» войну. Доказательная база против флота нацистской Германии также не впечатляла, но Дениц как преемник Гитлера продолжал интересовать американские власти.
23 августа главные обвинители встретились в Лондоне; они приняли решение считать Гитлера мёртвым, а Бормана живым. В ходе дискуссии было вычеркнуто много «лишних» имён: как военных командиров, таких как Рундштедт, Мильх, Вольф и Браухич, так и гражданских чиновников, таких как министр Рихард Дарре. 28 августа советская сторона сообщила, что располагает Редером и Гансом Фриче, и стала настаивать на их добавлении. Редер и Фриче были добавлены, но пять других советских предложений были отклонены. Днём ранее Лаврентий Берия согласился на передачу заключённых НКВД на условии создания специальной советской комиссии с участием представителей СМЕРШа и НКВД — для контроля над ходом процесса. По просьбе Франции и СССР отклонённые имена были добавлены в отдельный список для рассмотрения на следующем процессе.
Идея второго Нюрнбергского разбирательства была поднята ещё на Лондонской конференции — СССР и Франция стремились, чтобы Нюрнбергский трибунал стал первым в серии процессов. Представители двух стран утверждали, что пока прокуроры работали над первым делом, они могли легко начать предварительный отбор доказательств и для второго. Генералы, финансисты и промышленники были в приоритете для второго суда. Однако Джексон был настроен категорически против планирования второго судебного процесса: он полагал, что сначала следовало убедиться насколько успешно пройдёт первый. Идея «второго Нюрнберга» продолжала жить до конца 1946 года: она окончательно утратила реалистичность с началом холодной войны.
Финальный список обвиняемых лиц, содержащий неточности и ошибки, был опубликован 29 августа 1945 года. В него вошли Геринг, Риббентроп, Гесс, Кальтенбруннер, Розенберг, Франк, Борман (лат. in contumaciam), Фрик, Лей, Заукель, Шпеер, Функ, Шахт, Папен, Крупп, Нейрат, Ширах, Зейсс-Инкварт, Штрайхер, Кейтель, Йодль, Редер, Дениц и Фриче. Западная пресса в целом одобрительно отозвалась о представленном списке, отметив «полноту нацистской катастрофы»; в то же время газета «Times» обратила внимание на включение в состав подсудимых генералов.
Создаётся серьёзный прецедент. Впервые руководителей государства судят за начало войны и нарушение договоров. После этого мы можем ожидать, что в конце любой будущей войны победители… будут судить побеждённых.— газета «Manchester Guardian», 29 августа 1945
Ряд потенциальных подозреваемых, включая Карла Хаусхофера и Адольфа Эйхмана, был пропущен в списке. Случайный, недостаточно продуманный процесс выбора ответчиков отразился как на ходе процесса, так и на его последующем восприятии историками и юристами. Немногие наблюдатели увидели, что в списке представлен «не тот» Крупп: вместо фактического главы компании Альфрида Круппа в него попал формальный глава концерна 75-летний Густав Крупп, отошедший от дел ещё в 1940 году в связи с атеросклерозом. Первые списки обвиняемых включали в себя именно Альфрида; как и когда произошла замена на Густава — и была ли такая замена сознательной — не было окончательно ясно и в XXI веке.

### Обвинительное заключение

#### Главные обвинители
После подготовки финального списка обвиняемых в национальных командах прокуроров начали происходить изменения. Американец Джексон оставался ответственным за обвинение со стороны США. После поражения консерваторов на британских всеобщих выборов, Максвелл-Файфа лишился поста генерального прокурора: новое лейбористское правительство назначило на эту должность сэра Хартли Шоукросса (Hartley Shawcross). Однако широкая программа реформ, начатая новыми властями, потребовала присутствия Шоукросса на Британских островах; в результате, хотя Шоукросс формально являлся главой британской команды, фактическое руководство осталось в руках Максвелла-Файфа, что вызвало недовольство британского МИДа.
Никитченко и Фалько также были отозваны правительствами своих стран. После недолгого перерыва советская сторона назначила на пост главного обвинителя от СССР Романа Руденко, ставшего прокурором УССР при содействии Никиты Хрущёва. Французским коллегой Руденко стал бывший министр юстиции во Временном правительстве Франции в Алжире Франсуа де Ментон. Никитченко, так до конца и не понявший западную концепцию перекрёстного допроса, и Фалько позднее стали судьями в Нюрнберге. После окончания процесса появление одних и тех же лиц при составлении устава и его применении вызвало критику в юридических кругах — непосредственно в 1945 году подобная проблема не обсуждалась публично, хотя другие прокуроры и были удивлены такой перестановкой. Обновлённые группы обвинителей обосновались в том же здании, в Чёрч-хаусе, чтобы составить обвинительное заключение.
Лондон стал центром для работы, поскольку обладал эффективной связью с остальным миром. Близость к британской военной разведке и МИДу, собравшим за время войны досье на нацистских лидеров, также упрощала «просеивание» огромного объёма материалов, необходимых для подготовки связного дела. К июню UNWCC также начала помогать в подготовке процесса: по крайней мере раз в две недели организация выпускала многостраничные бюллетени с именами, последними известными адресами и конкретными обвинениями против подозреваемых. Лондон также по-прежнему являлся базой для ряда европейских правительств в изгнании, которые по мере роста контакта со своими странами стали поставлять гораздо более полные сведения о преступлениях на их территории.
Кроме того, ещё в марте в Париже был создан Центральный регистр военных преступников и подозреваемых (Central Registry of War Criminals and Security Suspects, CROWCASS), ставший единым справочным центром, объединившим многие военные источники в Европе. Наличие реестра отпечатков пальцев и одной из первых моделей компьютера позволило центру упростить работу прокуроров. 5 сентября в Москве была создана советская «Комиссия по руководству подготовкой обвинительных материалов и работой советских представителей в Международном трибунале в Нюрнберге» (Комиссия по Нюрнбергскому процессу) во главе с Вышинским; комиссия отвечала непосредственно перед членами Политбюро Берией, Молотовым, Маленковым и Микояном.

#### Список обвинителей
Список обвинителей Трибунала:
Обвинители от Союза Советских Социалистических Республик:
- Главный обвинитель — Р. А. Руденко, государственный советник юстиции 2-го класса (генерал-лейтенант).
- Заместитель Главного обвинителя — полковник юстиции Ю. В. Покровский.
- Помощники Главного обвинителя:
  - Государственный советник юстиции 3-го класса (генерал-майор) Н. Д. Зоря.
  - Полковник юстиции Д. С. Карев.
  - Государственный советник юстиции 2-го класса (генерал-лейтенант) M. Ю. Рагинский.
  - Старший советник юстиции (полковник) Л. Н. Смирнов.
  - Государственный советник юстиции 2-го класса (генерал-лейтенант) Л. Р. Шейнин.
- Следственная часть:
  - Государственный советник юстиции 3-го класса (генерал-майор) Г. Н. Александров.
  - Полковник юстиции С. Я. Розенблит.
  - Старший советник юстиции (полковник) Н. А. Орлов.
  - Подполковник юстиции С. К. Пирадов.

От Соединённых Штатов Америки:
- Главный обвинитель — судья Роберт Х. Джексон.
- Заместители Главного обвинителя:
  - Полковник Роберт Стори, г-н Томас Додд, г-н Сидней Олдерман, бригадный генерал Телфорд Тэйлор, полковник Джон Харлан Эймен, г-н Ральф Альбрехт.
- Помощники Главного обвинителя:
  - Полковник Леонар Уилер, подполковник Уильям Болдуин, подполковник Смит Брокхарт, командор Джеймс Бритт Донован, майор Фрэнк Уоллис, майор Уильям Уолш, майор Уоррен Фарр, капитан Сэмуэл Гаррис, капитан Дрексел Шпрехер, капитан-лейтенант Уитней Харрис, лейтенант Томас Ламберт, лейтенант Генри Аттертон, лейтенант Брэди О. Брайсон, лейтенант Бернард Д. Мельтцер, доктор Роберт Кемпнер, г-н Вальтер Брудно.

От Великобритании:
- Главный обвинитель — Генеральный прокурор Хартли Шоукросс.
- Заместитель Главного обвинителя — королевский адвокат, член парламента сэр Дэвид Максуэлл-Файф.
- Главный консультант — помощник Главного обвинителя — королевский адвокат Джеффри Робертс.
- Помощники Главного обвинителя:
  - Подполковник Дж. М. Дж. Гриффит-Джонс, полковник Г. Дж. Филлимор Майор, член парламента — Ф. Элвин Джонс, майор Дж. Харкурт Баррингтон.

От Франции:
- Главный обвинитель — министр юстиции г-н Франсуа де Ментон (до января 1946 г.), г-н Огюст Шампетье де Риб (с января 1946 г.).
- Заместители Главного обвинителя: г-н Шарль Дюбост, г-н Эдгар Фор.
- Помощники Главного обвинителя, начальники отделов:
  - Г-н Пьер Мунье, г-н Шарль Жертоффер, г-н Дельфин Дебене.
- Помощники Главного обвинителя:
  - Г-н Жак В. Герцог, г-н Генри Дельпеш, г-н Серж Фюстер, г-н Констан Катр, г-н Генри Моннереи.

#### Сбор доказательств. Архивы Рейха
Основой доказательной базы на Нюренбергском процессе стали архивы нацистской Германии. Хотя по мере наступления союзных армий из Берлина и поступали приказы об их уничтожении, как военные и партийные, так и административные документы всё же попали в руки противника. Дилемма, заключавшаяся, по мнению историка Джона Уилер-Беннетта, в конфликте «между совестью архивариуса и послушанием бюрократа» в большинстве случаев была разрешена ответственными за уничтожение в пользу «архивариуса». Уничтожение материалов было скорее исключением, чем правилом — некоторые документы были спрятаны в конце войны, но обнаружены «в соляных шахтах и за ложными стенами» специальными подразделениями союзных армий.
Так, записи Верховного командования люфтваффе были найдены в Баварских Альпах; они были доставлены сначала в Берхтесгаден, а затем — в Англию, где союзники наняли на службу бывшего официального историка люфтваффе; он продолжал работать с архивом до дня своей смерти. В мае американцы обнаружили полные записи о концентрационных лагерях Бухенвальд и Дора-Миттельбау (Нордхаузен), однако записи о Берген-Бельзене были уничтожены. Главный архивариус МИД Германии сам привлёк внимание частей 1-й армии США (First United States Army) к местам в Гарце, где он ранее спрятал архив министерства. Опасаясь за сохранность документов в связи с передачей района советским войскам, архивариус лично руководил как упаковкой, так и транспортировкой архива. Коллекция, весом в 481 тонну, отправилась в Марбургский замок в американской зоне, где британо-американская команда под командованием полковника Томми Томсона обработала и изучила весь архив, скопировав его с помощью аппарата для микросъёмки RAF, способного обрабатывать только тысячу страниц в день. Списки и резюме документов, детально описывавших внешнюю политику Рейха, были переданы в Лондон.
По указанию помощника главного переводчика Гитлера Карла Лёша, Томсон обнаружил и спрятанные микрофильмы с документами германского МИДа. Месяц спустя полковник выкопал в том же районе деревянную коробку с личной коллекцией бумаг главного переводчика Шмидта. Две «сокровищницы» предоставили прокурорам почти полную запись всех разговоров Гитлера и его переписку с иностранными государственными деятелями. Событие было настолько ярким, что архив замка в Марбурге стал обрастать мифами и городскими легендами.
Военно-морской архив нацистской Германии также был вывезен из Берлина после рейда союзной авиации на Гамбург, в 1943 году. Собрание документов было доставлено в замок Schloss Tambach около Кобурга, где немецкие архивисты и историки продолжили работу над ним. В 1944 году сотрудники получили приказ держать наготове пустой бассейн на территории замка и бензин. Однако архивисты обменяли топливо на продукты питания, а в последний момент и сам приказ об уничтожении был отменён. Адмирал Дениц лично настоял на том, чтобы все военно-морские архивы были переданы союзникам. Таким образом, уникальная коллекция из 60 000 файлов — журналов, дневников и меморандумов флота, некоторые из которых относились к 1868 году — была перевезена в Лондон в сопровождении немецких архивариусов. Через некоторое время команда экспертов под командованием майора Кеннета Дьюка приступила к работе над ними.
Армейские архивы Германии были отправлены по частям в США, где оказались «разбросаны» по архивам конкурировавших военных и гражданских служб. Коллекция фотографий, весом в 2,5 тонны, созданная фотографом Гитлера Генрихом Гофманом, была доставлена непосредственно в Нюрнберг: группа американских прокуроров оказалась в тупике, поскольку в коллекции не только отсутствовал каталог, но даже и ярлыки. Вскоре выяснилось, что сам Гофман находился в тюрьме в Мангейме: переместившись в более комфортное заключение на вилле в Нюрнберге, он сам отсортировал и подписал свою фотоисторию Рейха.
Однако целый ряд архивов был в значительно менее собранном состоянии, что заметно осложняло работу по их оценке для будущего процесса. Кроме того, ключевой документ обвинения — протокол Хоссбаха — был утерян. Отсутствие оригинала главного свидетельства агрессивных намерений Гитлера, озвученных ещё в ноябре 1937 года, стало проблемой для прокуроров: адвокаты защиты опровергали подлинность копии, а отказ прокуратуры представить оригинал породил слухи о том, что сам протокол был подделан. Протокол стал не единственным потерянным документом: осенью 1946 года архивисты в Берлине обнаружили, что команда Джексона «одолжила» более тысячи оригиналов документов, большинство из которых в дальнейшем не удалось найти. В связи с этим в сентябре было издано указание передавать правоохранительным органам только копии, но не оригиналы.
У этих нацистов была мания записывать. Это удивительное психологическое явление, что ни один из этих людей не мог вести незначительный политический разговор, не записав его… Так что теперь мы завалены бо’льшим количеством документов, чем можно было бы тщательно изучить за отведённое нам время…— из интервью полковника Дж. Амена «New York Herald Tribune», 6 сентября 1945
К июню 1945 года были созданы три американских центра сбора данных — в Вашингтоне, Париже и Лондоне, которые с трудом справились с потоком из ценных и не относившихся к делу бумаг. Так, в один из дней в центр было доставлено сразу 240 тонн потенциальных доказательств. При этом национальные группы прокуроров без энтузиазма относились к обмену записями с коллегами; междепартаментные конфликты внутри национальных бюрократий также не способствовали обмену сведениями — мысль о том, что иностранцы получат доступ к секретным материалам вызвала крайнее неудовольствие у многих чиновников и военных. Одновременно в американской команде велась дискуссия о том, как следует строить дело. Профессор права, полковник Стори был убеждён, что всё дело должно основываться на документах. Бывший адвокат, полковник Амен полагал, что свидетели и перекрёстные допросы сделают процесс «красочным». В итоге победу одержали сторонники «документального» дела, поскольку сам Джексон полагал необходимым оставить наследие для истории — только несколько свидетелей должны были посетить зал заседаний.

#### Пакт Молотова — Риббентропа и оккупация Норвегии
13 августа советская сторона предложила разделить всё дело на четыре части — по одной для каждой из «национальных сборных». Британцы стали ответственны за материалы о преступлениях против мира; французские и советские прокуроры разделили между собой материалы о военных преступлениях на Западной и Восточном фронте, соответственно; американцы стали готовить материалы по национал-социалистическим организациям и заговору. Секретарь BWCE Клайд с неодобрением отметил «неослабевающий американский энтузиазм» по поводу дела против организаций. В тот же период Джексон своим собственным решением, без уведомления других групп, разделил первый пункт обвинения на два: он выделил заговор как отдельное преступление. В записке от 17 сентября Джексон писал, что предполагал «удержать основную часть дела в руках американцев», используя масштабную теорию о заговоре, существовавшем как минимум с 1933 года.
В середине сентября польские представители стали активно требовать право для польского прокурора появиться в Нюрнберге, мотивируя это желанием участвовать в деле против бывшего генерал-губернатора Польши Франка. За польской просьбой вскоре последовали и другие: в частности, от правительств Чехословакии и Югославии. Руденко предложил включить всех восточноевропейцев в советскую команду. Идея добавления ещё как минимум трёх языков — к тем четырём на которых уже велось дело — вызвала неодобрение у остальных прокуроров. Поскольку основной принцип МВТ состоял в том, чтобы судить тех, чьи преступления не имели конкретного географического местоположения, юристы смогли отказаться от отдельных национальных обвинений со стороны правительств Восточной Европы. В итоге Польша, Югославия, Чехословакия, Дания, Норвегия, Нидерланды и Греция прислали небольшие делегации, имевшие статус наблюдателей. Идея дать слово представителям сионистских организаций также не нашла поддержки у нюрнбергских прокуроров: в итоге еврейские представители смогли подать свои материалы, но оказали мало влияния на то, как данные материалы были представлены трибуналу.
Знакомясь с документами, прокуроры постепенно пытались представить себе линию зашиты обвиняемых. Их особое беспокойство вызывала ставка на неприменимый в юридической практике принцип «tu quoque» — прежде всего в связи с советской внешней политикой конца 1930-х годов. Использование пакта Молотова — Риббентропа от 1939 года и, в особенности, его секретного протокола могло стать проблемой в зале суда. Даже не воздействовав на профессиональных участников, публикация документа о «разделе Польши» могла нанести серьёзный ущерб одной из обвиняющих сторон — СССР. В дальнейшем советско-германский пакт стал одной из основных тем в заявлениях стороны защиты в Нюрнберге. В свою очередь, британские прокуроры обратились в Министерство иностранных дел и Адмиралтейство за помощью в подготовке ответа на обвинения в том, что Германия оккупировала Норвегию в попытке предотвратить вторжение туда Великобритании. Мюнхенские соглашения вызывали меньше вопросов, поскольку в Великобритании и Франции уже сменились лидеры, ответственные за них.
Хотя к середине августа прокурорские группы добились некоторого прогресса в составлении дел, многие ключевые бумаги ещё даже не прибыли в Лондон. Так, в сентябре и позднее в британскую столицу был доставлен как приказ «Ночь и туман», инициировавший политику террора и захвата заложников, так и приказ «Commando Order», предписывавший уничтожать захваченные группы коммандос. Приказы фюрера о том, что Москву и Ленинград предполагалось «стереть с лица земли», также были доставлены поздно. В тот период советские чиновники НКИД, прикреплённые к делегации СССР, писали в Москву о потенциальных проблемах с Руденко — прокурор не был  вовлечён ни в советско-германское сотрудничество конца 1930-х, ни проинформирован о политике тех лет.
Нехватка копировальных аппаратов и отсутствие переводчиков только осложняло проблемы: вечером после первого же заседания прокуроров Руденко запросил у Вышинского дополнительный персонал. Команды часто обвиняли друг друга в задержках. Ряд наблюдателей отмечал, что «огромный» размер американской группы и отсутствие организаторского опыта у её лидера делали команду из США неуправляемой. При этом желание сохранить общественный интерес — начать процесс как можно скорее — входило в противоречие с желанием подготовить «крепкое» дело. Британцы и американцы по-разному решали данную дилемму: Шоукросс видел в деятельности Джексона ненужное желание американца исследовать «всю нацистскую философию» и «написать историю» гитлеровского режима.

#### Обвинения против организаций
29 августа были объявлены только имена отдельных обвиняемых, но не организаций нацистской Германии, подлежавших суду. Однако к тому моменту уже было достигнуто соглашение о трёх структурах, которым должно было быть предъявлено обвинение: гестапо, СС и Штурмовые отряды (СА). Только значительно позднее прокуроры выяснили, что «штурмовики» из СА были слишком большой и разрозненной группой, потерявшей большинство полномочий после «Ночи длинных ножей» в 1934 году. Включение в список гитлеровского правительства (Reich Cabinet) также казалось очевидным. Обнаружив, что правительство последний раз собиралось на заседании в 1937 году, прокуроры изменили своё мнение — но к тому времени юристы, проигнорировав совет экспертов, специализировавшихся в госустройстве нацистской Германии, уже успели предъявить обвинения Кабинету.
Верховное командование вермахта (OKW/ОКВ) также казалось очевидной целью для обвинения, поскольку заменяло собой генеральный штаб вооружённых сил страны. Французские и советские представители не были полностью убеждены американской картиной влиятельного «генерального штаба», но они были готовы принять любую формулу, которая давала возможность осудить вермахт. Британцы же более серьёзно восприняли предупреждения от армейских экспертов, сообщавших, что Гитлер не позволял никакой сплочённой группе формировать и направлять свою военную политику. Однако, как и в случае с Имперским кабинетом, обвинение было предъявлено.
Германский трудовой фронт (DAF) избежал обвинений, поскольку с самого начало было ясно, что речь шла о слишком большой и «расплывчатой» организации, многие члены которой вступали в неё не по своей воле. Джексон также размышлял и над тем, чтобы не обвинять Корпус лидеров нацистской партии (Korps der politischen Leiter), в который было вовлечено по крайней мере 600 000 человек: в итоге было решено предъявить корпусу обвинение, ограничив его только высшими должностными лицами. В итоге, из первоначального списка в четырнадцать организаций, обвинения были предъявлены шести.

#### Итоговый текст: «геноцид» и Катынь
После выбора судей последним препятствием для назначения даты судебного разбирательства было отсутствие финального текста обвинительного заключения. Британские и американские представители несколько раз обменивались черновиками, отличавшимися в ключевом пункте: Максвелл-Файф продолжал сопротивляться американской решимости утверждать, что каждый акт нацистской политики с 1933 года являлся частью глобального намерения доминировать в Европе — он предлагал ограничиться событиями, происходившими после 1937 года. Деятельность Деница и Фриче, по британской версии, с трудом вписывалась в американскую интерпретацию истории нацистской Германии.
После того, как к 3 октября англоязычным прокурорам всё же удалось достичь компромисса, советская делегация неожиданно потребовала добавить в текст убийство 925 польских офицеров в Катыни. О данном эпизоде никогда не упоминалось ранее; многие участники процесса были уверены, что советская сторона сама являлась ответственной за расстрел. Обратив внимание советской стороны, что другие доказательства обвинения были получены из немецких источников, тогда как данный эпизод был подкреплён только отчётом советского правительства, несоветским юристам всё же не удалось переубедить коллег. Обвинение в Катынском расстреле вошло в обвинительный акт: через двенадцать дней после подписания акта число убитых польских офицеров было изменено советской стороной в сторону увеличения, до 11 000 человек. Кроме того, через советских юристов Молотов и Маленков потребовали убрать из текста заключения слово «тоталитаризм», а Сталин убрал «русских» из списка народов, подвергшихся почти полному уничтожению.
Обвинение было окончательно согласовано 6 октября: если британский проект, написанный в июле, занимал две с половиной печатные страницы, то окончательная версия состояла из 65 страниц. Французский и русский разделы о военных преступлениях и преступлениях против человечества были детальными; разделы об агрессивной войне и заговоре были заметно короче. «Зачастую бессвязный и местами неточный» документ вызвал недовольство даже у целого ряда его составителей. Недостаток копировальной техники несколько задержал процесс распространения  тысячи копий. Подписание обвинения сопровождалось проблемой, поскольку не был готов русский перевод: иностранные коллеги уговорили Руденко поставить свою подпись на английской версии. Сделав это без указаний из Москвы, Руденко отправился в Лондон, где пропал на два дня: он не выходил на связь ни со своими коллегами, ни с руководством. Деятельность Руденко в тот период остаётся неясной и в XXI веке.
Обвинение ввело в официальный английский язык новое слово — «геноцид», которое в дальнейшем стало употребляться во многих языках. Термин был предложен советником военного министерства, польско-американским профессором Рафаэлем Лемкиным в книге «Axis Rule in Occupied Europe», опубликованной в 1944 году. Неологизм Лемкина широко освещался в газетах «Washington Post» и «New York Times», а сам автор активно лоббировал использование данного термина в переписке с Джексоном. В момент составления заключения советская сторона не обратила особого внимания на новое слово.